# Анна Гостомельська
Анна Гостомельська (івр. אניה גוסטומלסקי; нар. 9 червня 1981, Київ) — ізраїльська спортсменка, один із лідерів національної збірної Ізраїлю з плавання. Основний стиль — плавання кролем на спині. Учасниця Олімпійських ігор 2004 та 2008 років.
Народилася у Києві, у єврейській родині, де почала займатись плаванням. У віці 10 років її родина репатріювалася до Ізраїлю. Рекордсменка з плавання серед ізраїльських спортсменок.